# Ukanc
Ukanc is een plaats ten westen van het meer van Bohinj in Slovenië en maakt deel uit van de Sloveense gemeente Bohinj in de NUTS-3-regio Gorenjska. De plaats telde 45 inwoners op 1 januari 2020.
Ten westen van Ukanc ligt de Savica-waterval. Dichtbij ligt de kabelbaan naar skicentrum Vogel.